# 200 metros rasos
200 metros rasos é uma modalidade olímpica de corrida no atletismo. A prova é provavelmente a mais antiga de todas as provas atléticas, já que a primeira corrida que se disputou nos Jogos Olímpicos da Antiguidade, o stadion, media mais ou menos 600 pés gregos, cerca de 192 m, uma volta inteira no estádio, o que equivale aos nossos modernos 200 metros.
Disputada em metade de uma pista padrão de 400 metros, os atletas largam de blocos firmados no chão e correm dentro de raias marcadas na pista. Esta prova começa numa das curvas e termina na reta da meta, particularidade que exige o treino de uma combinação de técnicas, que não está presente nos 100 metros (disputados numa linha reta). Embora seja uma prova mais longa, os 200 metros são corridos normalmente com mais velocidade relativa que os 100 metros: o recorde do mundo de 19.19 s de Usain Bolt corresponde a uma velocidade de 37.52 km/h, enquanto que a marca de 9.58 s do mesmo Usain Bolt nos 100 metros representa uma velocidade de 37.58 km/h. Isto deve-se ao fato de, nos 200 metros, os atletas chegarem à reta final em velocidade de ponta, o que permite que a segunda metade da prova seja mais rápida que a primeira. Quando Bolt estabeleceu o recorde mundial atual de 19s19, ele correu os últimos 100 m em 9s27, uma marca muito mais rápida que seu próprio recorde mundial dos 100 m rasos, quando os atletas largam da inércia.
Os 200 metros são uma prova de velocidade, geralmente corrida por atletas que também participam ou nos 100 metros como Veronica Campbell-Brown ou nos 400 metros rasos como Michael Johnson. O recorde mundial masculino pertence ao jamaicano Usain Bolt – 19s19 – conquistados em Berlim 2009 e o feminino à norte-americana Florence Griffith-Joyner – 21s34 – em Seul 1988; os atuais campeões olímpicos são o botsuano Letsile Tebogo e a norte-americana Gabrielle Thomas e os campeões mundiais o norte-americano Noah Lyles e a jamaicana Shericka Jackson.
Provas disputadas com uma velocidade de vento favorável maior que 2 m/s não são aceitáveis para a homologação de recordes. Sensores colocados no bloco de largada marcam o tempo de reação dos atletas ao sinal de largada; um tempo de reação inferior a 0.1s é considerado como largada falsa, os velocistas chamados de volta à largada e o responsável desclassificado. Um atleta também pode ser desclassificado caso pise fora da linha que delimita sua raia de corrida.

## História
O vencedor da primeira Olimpíada (ca. 776 a.C.) foi Korebos de Elis. O primeiro recorde de que se tem notícia está creditado ao britânico William Collett que, em 24 de novembro de 1866, em Londres, correu as 220 jardas (201,16m) em 23.00  cravados. O primeiro campeão olímpico, em Paris 1900, foi o norte-americano Walter Tewksbury, em 22.2. Na era da IAAF – Federação Internacional de Atletismo, a primeira marca registrada pertence a William Applegarth, da Grã-Bretanha, que marcou 21.2 nas 220 jardas (201 metros), em Londres, em 4 de julho de 1914.
Disputada nos Jogos Olímpicos da Era Moderna desde a segunda edição em Paris 1900 pelos homens, só foi introduzida para as mulheres em Londres 1948, quando foi vencida pela holandesa Fanny Blankers-Koen, que conquistaria um total de quatro medalhas de ouro em provas de velocidade naqueles Jogos. Somente 67 anos depois outra holandesa venceria esta prova num evento global, Dafne Schippers, uma heptatleta transformada em velocista pura, no Campeonato Mundial de Atletismo de Pequim 2015.
No Brasil, o primeiro recorde reconhecido é do velocista Gil de Souza, vencedor do I Campeonato Brasileiro de Atletismo, em 1925, com o tempo de 23.0.

## Recordes
De acordo com a Federação Internacional de Atletismo – IAAF.
Homens
| Recorde          | Tempo | Atleta     | País    | Data           | Local       |
| Recorde mundial  | 19.19 | Usain Bolt | Jamaica | 20 agosto 2009 | Berlim      |
| Recorde olímpico | 19.30 | Usain Bolt | Jamaica | 20 agosto 2008 | Pequim 2008 |

Mulheres
| Recorde          | Tempo | Atleta                   | País           | Data             | Local     |
| Recorde mundial  | 21.34 | Florence Griffith-Joyner | Estados Unidos | 29 setembro 1988 | Seul      |
| Recorde olímpico | 21.34 | Florence Griffith-Joyner | Estados Unidos | 29 setembro 1988 | Seul 1988 |

## Melhores marcas mundiais
As marcas abaixo são de acordo com a Federação Internacional de Atletismo – IAAF.

### Homens
| Posição | Tempo | Atleta          | País           | Data             | Local    |
| ------- | ----- | --------------- | -------------- | ---------------- | -------- |
| 1       | 19.19 | Usain Bolt      | Jamaica        | 20 agosto 2009   | Berlim   |
| 2       | 19.26 | Yohan Blake     | Jamaica        | 16 setembro 2011 | Bruxelas |
| 3       | 19.30 | Usain Bolt      | Jamaica        | 20 agosto 2008   | Pequim   |
| 4       | 19.31 | Noah Lyles      | Estados Unidos | 21 julho 2022    | Eugene   |
| 5       | 19.32 | Michael Johnson | Estados Unidos | 1 agosto 1996    | Atlanta  |
| 5       | 19.32 | Usain Bolt      | Jamaica        | 9 agosto 2012    | Londres  |
| 7       | 19.40 | Usain Bolt      | Jamaica        | 3 setembro 2011  | Daegu    |
| 8       | 19.44 | Yohan Blake     | Jamaica        | 9 agosto 2012    | Londres  |
| 9       | 19.46 | Noah Lyles      | Estados Unidos | 10 agosto 2022   | Mônaco   |
| 9       | 19.46 | Letsile Tebogo  | Botsuana       | 8 agosto 2024    | Paris    |

### Mulheres
| Posição | Tempo | Atleta                   | País           | Data             | Local     |
| ------- | ----- | ------------------------ | -------------- | ---------------- | --------- |
| 1       | 21.34 | Florence Griffith-Joyner | Estados Unidos | 29 setembro 1988 | Seul      |
| 2       | 21.41 | Shericka Jackson         | Jamaica        | 25 agosto 2023   | Budapeste |
| 3       | 21.45 | Shericka Jackson         | Jamaica        | 21 julho 2022    | Eugene    |
| 4       | 21.48 | Shericka Jackson         | Jamaica        | 8 setembro 2023  | Bruxelas  |
| 5       | 21.53 | Elaine Thompson          | Jamaica        | 3 agosto 2021    | Tóquio    |
| 6       | 21.55 | Shericka Jackson         | Jamaica        | 27 junho 2022    | Kingston  |
| 7       | 21.56 | Florence Griffith-Joyner | Estados Unidos | 29 setembro 1988 | Seul      |
| 8       | 21.57 | Shericka Jackson         | Jamaica        | 17 setembro 2023 | Eugene    |
| 9       | 21.60 | Gabrielle Thomas         | Estados Unidos | 9 julho 2023     | Eugene    |
| 10      | 21.61 | Gabrielle Thomas         | Estados Unidos | 26 junho 2021    | Eugene    |

* As marcas de Florence Griffith-Joyner foram feitas no mesmo dia dos Jogos Olímpicos de Seul 1988: 21.34 na final e 21.56 na semifinal.

## Melhores marcas olímpicas
As marcas abaixo são de acordo com o Comitê Olímpico Internacional – COI.

### Homens
| Posição | Tempo | Atleta           | País           | Medalha | Local        |
| ------- | ----- | ---------------- | -------------- | ------- | ------------ |
| 1       | 19.30 | Usain Bolt       | Jamaica        | ouro    | Pequim 2008  |
| 2       | 19.32 | Michael Johnson  | Estados Unidos | ouro    | Atlanta 1996 |
| 2       | 19.32 | Usain Bolt       | Jamaica        | ouro    | Londres 2012 |
| 4       | 19.44 | Yohan Blake      | Jamaica        | prata   | Londres 2012 |
| 5       | 19.46 | Letsile Tebogo   | Botsuana       | ouro    | Paris 2024   |
| 6       | 19.62 | Andre De Grasse  | Canadá         | ouro    | Tóquio 2020  |
| 6       | 19.62 | Kenneth Bednarek | Estados Unidos | prata   | Paris 2024   |
| 8       | 19.68 | Frank Fredericks | Namíbia        | prata   | Atlanta 1996 |
| 8       | 19.68 | Kenneth Bednarek | Estados Unidos | prata   | Tóquio 2020  |
| 10      | 19.70 | Noah Lyles       | Estados Unidos | bronze  | Paris 2024   |

### Mulheres
| Posição | Tempo | Atleta                   | País           | Medalha | Local          |
| ------- | ----- | ------------------------ | -------------- | ------- | -------------- |
| 1       | 21.34 | Florence Griffith-Joyner | Estados Unidos | ouro    | Seul 1988      |
| 2       | 21.53 | Elaine Thompson          | Jamaica        | ouro    | Tóquio 2020    |
| 3       | 21.56 | Florence Griffith-Joyner | Estados Unidos |         | Seul 1988      |
| 4       | 21.66 | Elaine Thompson          | Jamaica        |         | Tóquio 2020    |
| 5       | 21.72 | Grace Jackson            | Jamaica        | prata   | Seul 1988      |
| 5       | 21.72 | Gwen Torrence            | Estados Unidos |         | Barcelona 1992 |
| 7       | 21.74 | Veronica Campbell-Brown  | Jamaica        | ouro    | Pequim 2008    |
| 8       | 21.75 | Juliet Cuthbert          | Jamaica        |         | Barcelona 1992 |
| 9       | 21.76 | Florence Griffith-Joyner | Estados Unidos |         | Seul 1988      |
| 10      | 21.78 | Elaine Thompson          | Jamaica        | ouro    | Rio 2016       |

* Os tempos de Florence Griffith-Joyner de 21.56 e 21.76 foram feitos nas eliminatórias e semifinais de Seul 1988; os tempos de Gwen Torrence (21.72) e de Juliet Cuthbert (21.75) foram feitos nas semifinais de Barcelona 1992. A marca de Elaine Thompson (21.66) foi feito na semifinal 2 de Tóquio 2020. 

## Marcas da lusofonia
| País                | Masculino | Atleta              | Ano  | Local      | Feminino | Atleta             | Ano  | Local             |               |
| Brasil              | 19.89     | Claudinei Quirino   | 1999 | Munique    | 22.47    | Vitória Rosa       | 2022 | Eugene            | [ 13 ]        |
| Portugal            | 20.01     | Francis Obikwelu    | 2006 | Gotemburgo | 22.64    | Lorène Bazolo      | 2021 | La Chaux-de-Fonds | [ 14 ]        |
| Guiné-Bissau        | 21.01     | Holder da Silva     | 2009 | Salamanca  | 25.69    | Artimiza Sá        | 2003 | Lisboa            | :616,755      |
| Angola              | 21.15     | Afonso Ferraz       | 1992 | Braga      | 24.61    | Adriana Alves      | 2017 | Lisboa            | [ 16 ] [ 17 ] |
| São Tomé e Príncipe | 21.42     | Odair Péricles      | 1997 | Barcelona  | 24.33    | Glória Diogo Santo | 2009 | Salamanca         | :617, 756     |
| Cabo Verde          | 21.65     | Eskilson Nascimento | 2017 | Abidjan    | 24.92    | Adriana Almeida    | 2019 | Abidjan           | :616,755      |
| Moçambique          | 21.66     | Xato José Muinde    | 2009 | Gaborone   | 23.86    | Maria Mutola       | 1994 | Langenthal        | :617,755      |